# Monte Duranno
Monte Duranno to szczyt w Alpach Karnickich we Włoszech. Leży na granicy dwóch prowincji: Pordenone i Belluno. Szczyt ten należy do grupy Południowych Alp Karnickich i sąsiaduje z najwyższym szczytem tej grupy - Cima dei Preti.